# Литвин, Иван Павлович
Ива́н Па́влович Литви́н (11 августа 1921, Ташнур, Звениговский кантон, Марийская автономная область, РСФСР, СССР ― 9 мая 1978, Ростов-на-Дону, СССР) ― советский военный журналист, военный деятель, член Союза журналистов СССР. Заслуженный работник культуры РСФСР (1969). Участник Великой Отечественной войны, полковник. Член ВКП(б) с 1942 года.

## Биография
Родился 11 августа 1921 года в д. Ташнур ныне Звениговского района Марий Эл. В феврале 1940 года начал журналистскую деятельность в редакции газеты «Рвезе коммунист» («Молодой коммунист»). Одновременно учился в Йошкар-Олинском педагогическом училище Марийской АССР.
8 августа 1940 года призван в РККА. Великую Отечественную войну встретил в артиллерийском полку в Белоруссии. В 1942 году был принят в ВКП(б). На фронтах войны ― заместитель политрука батареи, военный комиссар, парторг разведывательного батальона, капитан. Участвовал в освобождении от фашистов городов Истра, Вязьма, Брянск, Невель, Орша, Минск, Каунас, Кёнигсберг, дошёл до Восточной Пруссии. Был дважды ранен. Награждён орденами Отечественной войны II степени, Красной Звезды и медалями «За отвагу», «За оборону Москвы», «За взятие Кёнигсберга». После войны также награждён орденом Красной Звезды и медалью «За боевые заслуги».
В 1951 году окончил редакторский факультет Военно-политической академии им. В. И. Ленина. С 1962 года был заместителем редактора, редактором газеты «Красное Знамя» Северо-Кавказского военного округа. Дослужился до полковника. Ушёл в отставку в 1976 году.
Умер в День Победы, 9 мая 1978 года в г. Ростове-на-Дону, похоронен там же.

## Звания и награды
- Орден Отечественной войны II степени (21.06.1945)[7]
- Орден Красной Звезды (13.08.1944; 30.12.1956)[8][9]
- Медаль «За отвагу» (19.08.1943)[4]
- Медаль «За боевые заслуги» (15.11.1950)[4]
- Медаль «За оборону Москвы» (06.08.1944)[4]
- Медаль «За взятие Кёнигсберга»[10]
- Медаль «За победу над Германией в Великой Отечественной войне 1941―1945 гг.» (09.05.1945)[11]
- Медаль «За доблестный труд. В ознаменование 100-летия со дня рождения Владимира Ильича Ленина»
- Заслуженный работник культуры РСФСР (1969)[6]

## Память
В 1942 году известный марийский поэт, член Союза писателей СССР С. Вишневский посвятил ему стихотворение «Замполит-наводчик».